# Ladislav Fouček
Ladislav Fouček (n. 10 decembrie 1930, Praga, Cehoslovacia – d. 4 iulie 1974, München, RFG) a fost un ciclist de performanță ce a reprezentat Cehoslovacia, medaliat olimpic. A participat la 2 ediții ale Jocurilor Olimpice (1952, 1956) în care a câștigat două medalii de argint.